# Своими глазами (5 канал)
«Своими глазами» (укр. Своїми очима) — серия телевизионных передач, которые посвящены популяризации туризма и путешествий. В рамках передачи транслируются фильмы, которые знакомят зрителя с различными интересными уголками мира, и убеждают его в том, что «жизнь прекрасна потому, что можно путешествовать».
Основной идеей проекта является «человек в среде», «люди своими глазами познают мир и рассказывают об этом зрителям». Знакомство зрителя с миром происходит глазами самих путешественников. Вместе с командой путешественников зритель имеет возможность окунуться в захватывающую атмосферу экзотических уголков Земли, увидеть своими глазами известные памятники истории и архитектуры, познакомиться с бытом и традициями различных народов мира, а также ощутить непреодолимое желание путешествовать.
Фильмы популяризируют идею активного отдыха и путешествий, привлекают внимание зрителей к экзотическим местам нашей планеты, к различным видам путешествий (экскурсионный туризм, пешие походы, путешествия на автомобиле, альпинизм, автономные зимние походы на лыжах, снегоступах, снегоходах и т. д.).
Телепроект включает в себя больше чем восемьдесят фильмов, автором которых является советский и украинский путешественник Игорь Синицын.